# Medvědí ostrov
Medvědí ostrov (norsky Bjørnøya) je ostrov patřící Norskému království. Na ostrově je umístěna meteorologická stanice. Nachází se v Severním ledovém oceánu mezi samotným Norskem a Špicberky, s nimiž vytváří administrativní oblast Svalbard, jehož je nejižnější částí. Rozloha ostrova je 178 km². V roce 2002 byl celý Medvědí ostrov s výjimkou 1,2 kilometru čtverečních kolem norské meteorologické stanice v Herwighamna vyhlášen přírodní rezervací, jejíž území sahá až čtyři námořní míle (7,4 kilometrů) do moře.
Medvědí ostrov byl objeven 10. června 1596 nizozemskými mořeplavci Willemem Barentsem a Jacobem van Heemskerkem, kteří jej pojmenovali Beeren-Eylandt (novějším pravopisem Beeren-Eiland) poté, co tam zabili ledního medvěda. Ostrov byl považován za zemi nikoho až do podepsání mezinárodní Špicberské smlouvy roku 1920, která přiřkla ostrov pod norskou suverenitu. 

## Popis

Mapa Medvědího ostrova

Medvědí ostrov má tvar trojúhelníka směřujícího na jih. Rozloha ostrova je 178 kilometrů čtverečních a jeho délka v severojižním směru je asi dvacet a šířka přibližně 15,5 kilometru. 
Jižní část ostrova je hornatá s množstvím kopců s plochými vrcholy pohybující ve výšce mezi 360–440 metrů nad mořem. Na východě ostrova se nachází pohoří Miseryfjellet s vrcholy Urd (536 m n. m.), Vardan (462 m n. m.) a Skuld (454 m n. m.), dalšími pohořími jsou Antarcticfjellet na jihovýchodě a Fuglefjellet, Hamburgfjellet, a Alfredfjellet na jihozápadě. Severní část ostrova je rovinatá.
Průměrná teplota se v lednu pohybuje kolem −7,9 °C a v letních měsících okolo +4,4 stupňů Celsia. Průměrné roční srážky se zde pohybují kolem 350 milimetrů za rok. Polární noc zde trvá od 8. listopadu do 3. února a polární den od 2. května do 11. srpna. 
Jedinými obyvateli Medvědího ostrova je asi deset zaměstnanců místní meteorologické a rádiové stanice na severu ostrova v Herwighamna.

## Dějiny

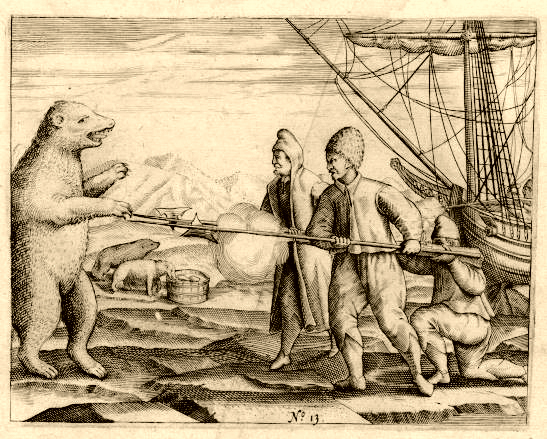
Barentsovi muži v boji s ledním medvědem – událost, jež dala nakonec ostrovu jméno (ilustrace z deníku lodního důstojníka Gerita de Veera, účastníka výpravy)

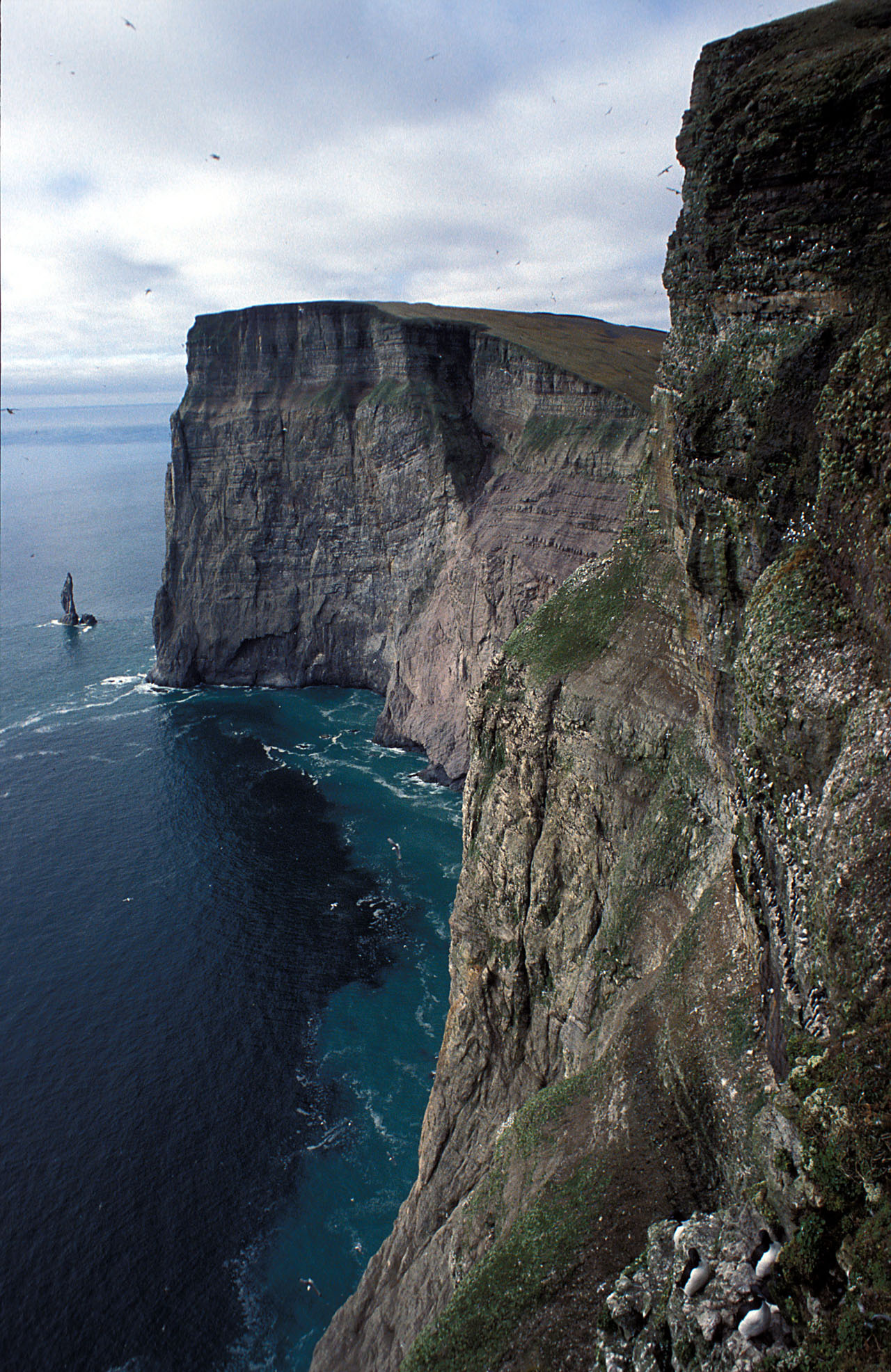
Ptáci kroužící u útesů Medvědího ostrova

Ostrov byl pravděpodobně již známý námořníkům z vikinského období a také existují zprávy, že k ostrovu již ve 12. století plavili ruští mořeplavci. Ale první zdokumentovaný objev ostrova je až z 10. června roku 1596 Barentsovou expedicí. Protože se jejím členům podařilo ve zdejších pobřežních vodách zabít ledního medvěda, byl ostrov pojmenován Medvědí ostrov. Sám Willem Barents ale ve svých poznámkách prosazoval pojmenování Ptačí ostrov (Vogel Eylandt). 
V letech 1603 a 1604 provedl další výzkum ostrova anglický námořník a obchodník Steven Bennet, jenž zaznamenal na ostrově bohatou populaci mrožů. Od počátku 17. století byl ostrov využíván hlavně jako základna pro lov mrožů a tuleňů.
V roce 1609 vznesla na ostrov nárok Moskevská společnost a prohlásila ho za majetek anglické koruny. Když vsak poklesl lov mrožů na ostrově, Moskevská společnost ztratila o ostrov zájem.
Ostrov byl později zmapován švédskými a norskými výzkumníky.
V 18. století na ostrově existovala stálá ruská osada a její pozůstatky byly později použity pro územní nároky Ruska v roce 1899.
V minulosti se ostrov stával základnou pro ruské a norské velrybáře, kteří zde přezimovávali. Trvalé osídlení zde nebylo až do roku 1916, kdy se na ostrově krátce těžilo uhlí.
V letech 1932–1933 byla na Medvědím ostrově první polská polární expedice, která zde pod vedením Czesława Centkiewicze zkoumala atmosférické úkazy, polární záři, zemský magnetismus a další jevy.
Během druhé světové války a později i za studené války byly vody kolem Medvědího ostrova strategicky důležité pro lodě plující z Atlantiku do Murmansku a dalších přístavů v Bílém moři. Ačkoliv nebyly Špicberky během druhé světové války nikdy okupovány nacistickým Německem, tak zde Němci postavili několik meteorologických stanic. Roku 1941 byla na Medvědím ostrově umístěna radiostanice. v poslední fázi války, v zimě 1943–1944, Němci na ostrově založili tajnou stanici Říšského úřadu pro povětrnost. Ve vodách kolem Medvědího ostrova německé síly několikrát zaútočily na atlantské konvoje s dodávkami pomoci pro Sovětský svaz. Konvoj PQ-17 zde v červnu 1942 utrpěl těžké ztráty. Vody jižně od ostrova byly dějištěm mnoha námořních bitev roku 1943. V listopadu 1944 Sovětský svaz navrhl zrušení Špicberské smlouvy se záměrem získat kontrolu na Medvědím ostrovem. Nicméně vyjednávání s norskou vládou v exilu však nevedlo k jejímu souhlasu až do konce války a sovětské návrhy nebyly nikdy realizovány. Sovětský svaz a později Rusko si však na Špicberkách udržovaly svou přítomnost.
7. dubna 1989 se 180 km jihozápadně od ostrova potopila sovětská jaderná ponorka K-278 Komsomolec. Vrak leží na souřadnicích 73° 46,3' severní šířky a 13° 15,9' východní délky a do okolí stále uniká radioaktivita.